# Lorraine MacGuire
Lorraine Melva MacGuire, coniugata Eiler (Woodville, 9 dicembre 1934 – dicembre 2021), è stata una cestista australiana.

## Carriera
Con l'Australia ha disputato i Campionati del mondo del 1957, segnando 52 punti in 6 partite.